# Acalolepta siporensis
Acalolepta siporensis es una especie de escarabajo longicornio del género Acalolepta, tribu Monochamini, subfamilia Lamiinae. Fue descrita científicamente por Breuning en 1939.
Se distribuye por Indonesia. Mide aproximadamente 12 milímetros de longitud.